# Tashiro Shigeki
Tashiro Shigeki (japanisch 田代 茂樹; geboren 5. Dezember 1890 im Landkreis Onga (Präfektur Fukuoka); gestorben 8. August 1981) war ein japanischer Unternehmer, der das Unternehmen Toray groß machte.

## Leben und Wirken
Tashiro Shigeki machte seinem Abschluss an der „Tōchiku Junior High School“ (旧制東筑中学校, Kyūsei Tōchiku chūgakkō), der heutigen „Tōchiku High School der Präfektur Fukuoka“ (福岡県立東筑高等学校, Fukuoka kenristsu Tōchiku kōtō gakkō), und dann 1913 an dem College „Meiji Senmon Gakkō“ (明治専門学校, heute Technische Universität Kyūshū), wo er als hervorragender Student auffiel. 
Tashiro nahm eine Beschäftigung bei Mitsui & Co. auf, wo er im Maschinenbereich arbeitete und internationale Erfahrung sammelte, während er in den Niederlassungen in New York und London arbeitete. Nach 24-jähriger Tätigkeit wechselte er 1936 zu „Tōyō Rayon“ (jetzt „Toray“), wo er Direktor des Unternehmens wurde. Während seiner Amtszeit gelang es ihm, die Nylon-Technologie von DuPont aus den Vereinigten Staaten für 1,08 Milliarden Yen einzuführen, was das Kapital des Unternehmens gerade noch hergab. Bereits 1941 konnte das Unternehmen eine eigene Polyamid-Faser vorstellen. Ab 1945 wirkte er als Präsident.
Nach dem Zweiten Weltkrieg wurde Tashiro 1947 wurde Tashiro zunächst aus öffentlichen Ämtern ausgeschlossen, kehrte aber 1950 in das Amt des Vorsitzenden zurück. Er übte dieses Amt bis 1970 aus und wurde dann Ehrenvorsitzender.
Tashiro war neben seiner Arbeit auch in der Verbandsarbeit tätig. 1959 wurde er der erste Präsident der „Japan Industrial Engineering Association“ (日本インダストリアル・エンジニアリング協会). 1960 gründete er die „Tōyō Rayon Science Foundation“ (東洋レーヨン科学振興会, Tōyō Rēyon kagaku shinkōkai), daneben war er erster Vorsitzender der „Japan Kidney Foundation“ und dritter Vorsitzender der „Fukuoka Kenjinkai“ (福岡県人会), einer Organisation, die sich weltweit um Bürger aus der Präfektur kümmert. 1972 kam er als Ehrenvorsitzender von Toray in der bekannten Kolumne „Watakushi no rireki-sho“ (私の履歴書) – etwa „Meine Lebenslaufbahn“ von Nihon Keizai Shimbun zu Wort.
Tashiro Michitoshi (田代 三千稔; 1898–1984), ein Anglist, Übersetzer und Forscher zu Lafcadio Hearn, war sein jüngerer Bruder.